# Sunnyslope (Califòrnia)
|  | Per a altres significats, vegeu «Sunnyslope (comtat de Butte)». |

Sunnyslope és una concentració de població designada pel cens del comtat de Riverside a l'estat de Califòrnia. Segons el cens del 2000 tenia 4.437 habitants.

## Demografia
Segons el cens del 2000, Sunnyslope tenia 4.437 habitants, 1.086 habitatges, i 963 famílies. La densitat de població era de 1.241,4 habitants/km².
Dels 1.086 habitatges en un 51,8% hi vivien nens de menys de 18 anys, en un 71,1% hi vivien parelles casades, en un 11,3% dones solteres, i en un 11,3% no eren unitats familiars. En el 8% dels habitatges hi vivien persones soles l'1,9% de les quals corresponia a persones de 65 anys o més que vivien soles. El nombre mitjà de persones vivint en cada habitatge era de 3,96 i el nombre mitjà de persones que vivien en cada família era de 4,13.
Per edats la població es repartia de la següent manera: un 34,4% tenia menys de 18 anys, un 9,3% entre 18 i 24, un 28,2% entre 25 i 44, un 20,1% de 45 a 60 i un 8% 65 anys o més.
L'edat mediana era de 31 anys. Per cada 100 dones de 18 o més anys hi havia 99 homes.
La renda mediana per habitatge era de 50.208 $ i la renda mediana per família de 48.036 $. Els homes tenien una renda mediana de 35.875 $ mentre que les dones 26.250 $. La renda per capita de la població era de 14.055 $. Entorn del 15,7% de les famílies i el 18,7% de la població estaven per davall del llindar de pobresa.

## Poblacions properes
El següent diagrama mostra les poblacions més properes.